# Yssingeaux
Yssingeaux  (französische Aussprache: [isɛ̃ʒo]; Okzitanisch: Sinjau) ist eine französische Stadt mit 7.380 Einwohnern (Stand 1. Januar 2022) im Département Haute-Loire in der Region Auvergne-Rhône-Alpes. Sie ist Sitz der Unterpräfektur (französisch: sous-préfecture) des Arrondissements Yssingeaux und Hauptort (französisch: chef-lieu) des Kantons Yssingeaux.

## Geographie
Die Stadt liegt an der Nationalstraße N 88 nordöstlich von Le Puy-en-Velay und südwestlich von Saint-Étienne. An der nordöstlichen Gemeindegrenze verläuft der Fluss Lignon du Velay, in den hier die Auze einmündet.

## Bevölkerungsentwicklung
| Jahr                       | 1962 | 1968 | 1975 | 1982 | 1990 | 1999 | 2007 | 2017 | 2019 |
| Einwohner                  | 5334 | 5565 | 5878 | 6228 | 6118 | 6492 | 6931 | 7202 | 7278 |
| Quellen: Cassini und INSEE |      |      |      |      |      |      |      |      |      |

## Städtepartnerschaft
- Deutschland: Ebersberg, Bayern, seit 1997[1][2]

## Persönlichkeiten
- Jacques Barrot (1937–2014), Politiker und EU-Kommissar